# 班斯冈
班斯冈（Bansgaon）是印度北方邦Gorakhpur县的一个城镇。总人口14086（2001年）。

## 人口
该地2001年总人口14086人，其中男性7134人，女性6952人；0—6岁人口2375人，其中男1207人，女1168人；识字率58.67%，其中男性为68.46%，女性为48.62%。